# Die Fürstin Ligowskaja
Die Fürstin Ligowskaja (russisch Княгиня Лиговская,  Knjaginja Ligowskaja) ist ein 1836–1837 entstandener Roman des russischen Dichters Michail Lermontow. Das nachgelassene Fragment erschien 1882 postum im „Russki Westnik“.
Der Text trägt laut Paul von Wiskowatow und Akim Schan-Girei autobiographische Züge. Denn Vorbild für die Titelgestalt soll Lermontows Geliebte Warwara Bachmetewa gewesen sein.

## Handlung
Der 23-jährige ledige adlige Offizier Grigori Alexandrowitsch Petschorin – George genannt – wuchs in Moskau auf und lebt bei seiner verwitweten Mutter Tatjana Petrowna in Sankt Petersburg. Tatjana Petrowna, Mutter zweier Kinder, hat in den Gouvernements Saratow, Woronesch und Kaluga dreitausend Leibeigene.
Die rasante Fahrt seines Kutschers am Nachmittag des 21. Dezember 1833 durch die Petersburger Innenstadt findet Georges Beifall, selbst wenn dabei ein Passant angefahren wird. Der Beamte Stanislaw Krassinski kommt mit einem Stoß der Deichsel gegen die Brust davon. Der Schlitten rast ohne Stopp weiter.
Abends in der Oper während der Pause einer Aufführung der Stummen von Portici muss Stanislaw Krassinski mitanhören, wie sich George mit dem Pferdeschlitten-Unfall vor Kameraden brüstet. Der Beamte äußert sich daraufhin empört. George erwartet eine Duellforderung. Krassinski ist zwar adlig, aber verarmt. Er muss den Lebensunterhalt mit Arbeit in einem Petersburger Ministerium verdienen. Ein Duell kommt für den Beamten nicht in Frage. George entgegnet dem Waschlappen: „Ich verspreche Ihnen, meinen Kutscher auspeitschen zu lassen.“
George gibt sich in Petersburg donjuanesk: Lisaweta Nikolajewna Negurowa hat in den vergangenen Jahren einem Schwarm von Verehrern reihum den Korb gegeben. Nun steht die inzwischen 25-Jährige ohne Bewerber da. George erbarmt sich spaßeshalber und führt Mademoiselle Lisaweta freilich an der Nase herum.

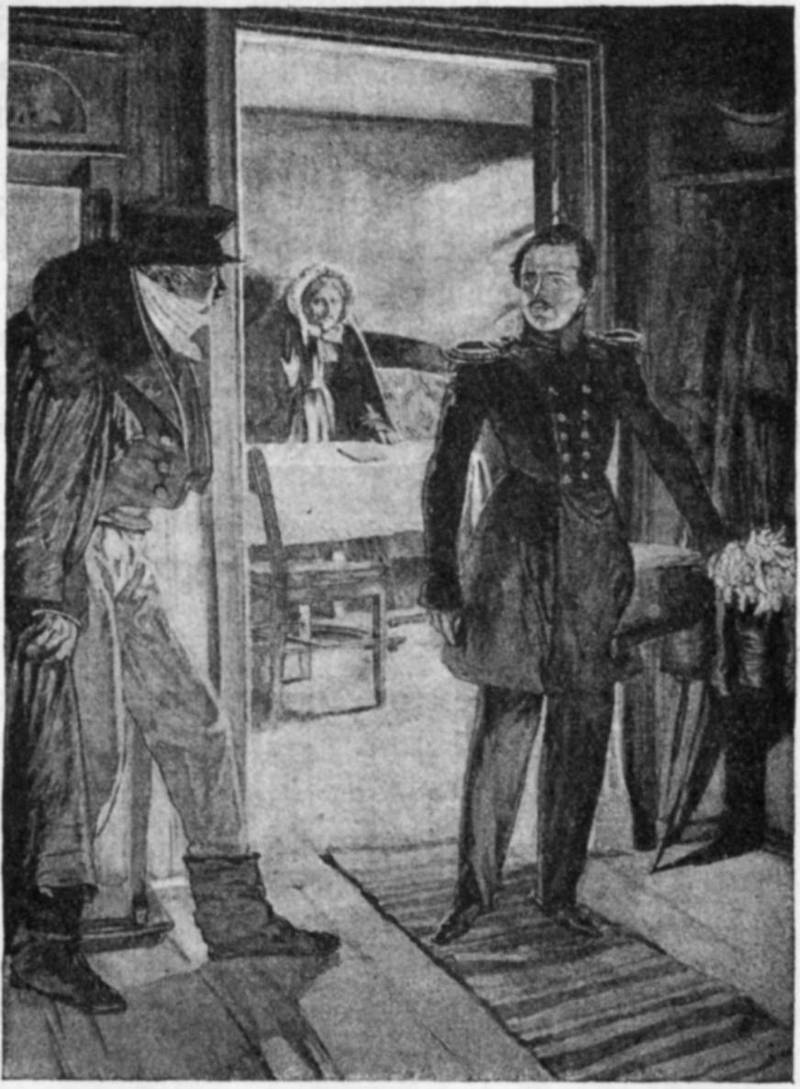
Dmitri Kardowski anno 1914: George (rechts) begegnet Krassinski (links) in der Wohnung der Mutter des Beamten (Mitte).

Außer diesem Schabernack hatte sich George früher durchaus ernsthafter mit Verotschka, einer Freundin seiner 16-jährigen Schwester Warwara Alexandrowna – genannt Warenka, eingelassen. Die 17-jährige Verotschka, Tochter des Herrn R., ist eine weitläufige Verwandte Georges mütterlicherseits. Aus der Verbindung war nichts geworden, denn George hatte als säumiger Student damals seiner Mutter Ärger gemacht. Die Witwe hatte nicht lange gefackelt und ihren ungeratenen Sohn auf die Junkerschule geschickt. George hatte darauf den Polenfeldzug mitgemacht. Inzwischen ist Verotschka zweiundzwanzig Jahre alt geworden und als Fürstin Vera Dmitrijewna Ligowskaja mit dem wesentlich älteren Fürsten Stepan Stepanowitsch Ligowski frisch verehelicht.
George liebt die Fürstin immer noch, lässt nicht locker und startet einen weiteren Annäherungsversuch. Der Ehemann der Fürstin interessiert sich geschäftlich für einen gewissen Beamten Krassinski. Die Romanhandlung gerät zur Posse. George stöbert seinen Intimfeind auf (siehe Abbildung rechts) und beordert ihn in den Salon seiner angebeteten Verotschka.

## Form
Nach dem ersten Durchlesen erscheint der Vortrag als unbekümmert. Lermontow holt Vorgeschichte unterwegs nach Bedarf herein und verärgert den Leser, indem er den Namen des Beamten Krassinski verspätet nachreicht und den Leser die Identität Verotschka – Fürstin Ligowskaja erahnen/erraten lässt. Bei näherem Hinsehen erweist sich solche Hinhaltetaktik als Formelement zwecks Leserüberraschung.
Mitunter scheint es, als mache sich Lermontow über seine Schreiberei ein wenig lustig. So wirft er ausgangs des fünften der vorliegenden neun Kapitel launig ein: „Bis hierher, liebe Leser, haben Sie gesehen, daß die Liebe meiner Helden nicht von den allgemeingültigen Regeln eines jeden Romans und einer jeden aufkeimenden Liebe abgewichen ist. Später jedoch … werden Sie merkwürdige Dinge sehen und hören.“ Der Text ist aber insgesamt durchaus ernst gemeint. Das Drohnendasein der adligen Oberschicht wird unnachsichtig angeprangert – zum Beispiel wenn Lermontow seinem Beamten Krassinski den fürstlichen Müßiggängern im Salon ins Gesicht sagen lässt: „Ihr Schicksal sind Vergnügungen und Luxus, das unsere – Arbeit und Sorgen; so muß es auch sein: Wären wir nicht, wer sollte dann arbeiten.“

## Textausgaben
- Die Fürstin Ligowskaja. Deutsch von Barbara Heitkam. S. 157–237 in: Michail Lermontow: Prosa und Dramatik. 584 Seiten. Rütten & Loening, Berlin 1987, ISBN 3-352-00095-6 (verwendete Ausgabe)